# Elecciones municipales de 2015 en Santa Fe
Las elecciones municipales de 2015 se celebraron en Santa Fe el 24 de mayo, de acuerdo con el Real Decreto de convocatoria de elecciones locales en España dispuesto el 30 de marzo de 2019 y publicado en el Boletín Oficial del Estado el día 31 de marzo. Se eligieron los 17 concejales del pleno del Ayuntamiento de Santa Fe mediante un sistema proporcional con listas cerradas y un umbral electoral del 5%.

## Candidaturas
Las candidaturas fueron presentadas entre el 15 y el 20 de abril y fueron publicadas en el Boletín Oficial de la Provincia de Granada el 22 de abril para más tarde ser proclamadas el día 28 de abril. En total se presentaron 5 candidaturas: PSOE-A, Partido Popular, Ciudadanos, Izquierda Unida y AhoraSí.

## Resultados
El Partido Socialista Obrero Español de Andalucía se alzó con la victoria al obtener 6 de los 17 concejales. Por su parte Partido Popular, Ciudadanos, Izquierda Unida y AhoraSí se repartieron el resto de concejales obteniendo 5, 3, 2 y 1 concejales respectivamente.
| Candidatura     | Candidatura                                    | Votos  | %                              | Concejales                     |
| --------------- | ---------------------------------------------- | ------ | ------------------------------ | ------------------------------ |
|                 | Partido Socialista Obrero Español de Andalucía | 2637   | 35.8                           | 6                              |
|                 | Partido Popular                                | 2010   | 27.29                          | 5                              |
|                 | Ciudadanos                                     | 1278   | 17.35                          | 3                              |
|                 | Izquierda Unida-Santa Fe para la gente         | 883    | 11.99                          | 2                              |
|                 | AhoraSí                                        | 448    | 6.08                           | 1                              |
| Votos en blanco | Votos en blanco                                | 110    | 1.49                           | -                              |
| Votos válidos   | Votos válidos                                  | 7366   | 100                            | 17                             |
| Votos nulos     | Votos nulos                                    | 164    | Participación \| \| 64.56 % \| | Participación \| \| 64.56 % \| |
| Votantes        | Votantes                                       | 7530   | Participación \| \| 64.56 % \| | Participación \| \| 64.56 % \| |
| Electores       | Electores                                      | 11 664 | Participación \| \| 64.56 % \| | Participación \| \| 64.56 % \| |
|                 | 64.56 %                                        |        |                                |                                |

## Concejales Electos
| N.º | Nombre                             | Lista | Lista |
| --- | ---------------------------------- | ----- | ----- |
| 1   | Manuel Alberto Gil Corral          |       | PSOE  |
| 2   | Antonio Expósito Villar            |       | PP    |
| 3   | Inmaculada Navarro Isla            |       | PSOE  |
| 4   | Gustavo Adolfo Rodríguez Fernández |       | Cs    |
| 5   | Juan Cobo Ortiz                    |       | PP    |
| 6   | Juan Andrés García Poza            |       | IU    |
| 7   | Carlos Alberto Marcos Martín       |       | PSOE  |
| 8   | Manuel García Navas                |       | PP    |
| 9   | Patricia Carrasco Flores           |       | PSOE  |
| 10  | José Manuel Tapia Ramos            |       | Cs    |
| 11  | Miguel Iván Canalejo Fernández     |       | PSOE  |
| 12  | Victoria Quesada Rodríguez         |       | PP    |
| 13  | Juan José Gallego Vílchez          |       | AHR   |
| 14  | Magdalena Arana López              |       | IU    |
| 15  | José Miguel Teruel Gil             |       | PSOE  |
| 16  | María Isabel Leyva Teruel          |       | Cs    |
| 17  | Elena Rodríguez Carmona            |       | PP    |

## Desarrollo de la legislatura

### Investidura del alcalde
Desde el día de las elecciones se mantuvieron conversaciones entre los distintos grupos políticos para alcanzar un acuerdo de investidura. Así PSOE-A y Ciudadanos negociaron por un lado y PP, Ciudadanos y AhoraSí por otro lado para intentar conformar una mayoría alternativa y así alzarse con la alcaldía, pero ninguna de éstas negociaciones dieron fruto. Así, el 13 de junio, en la sesión de constitución del Ayuntamiento, Manuel Gil, del PSOE-A, fue nombrado alcalde de Santa Fe al obtener 6 votos por parte de su grupo político. Por su parte Antonio Expósito, del Partido Popular, obtuvo 5 votos y Juan Andrés García, de Izquierda Unida, obtuvo 2 votos. Ciudadanos y AhoraSí votaron en blanco.

### Junta de Gobierno
| Concejal                         | Partido Político | Área municipal |
| -------------------------------- | ---------------- | --- |
| Manuel Alberto Gil Corral        | PSOE-A           | Alcalde-Presidente |
| Miguel Iván Canalejo Fernández   | PSOE-A           | Primer Teniente de Alcalde Concejal de Urbanismo, Mantenimiento y Conservación y Medio Ambiente                       |
| Inmaculada Navarro Isla          | PSOE-A           | Segunda Teniente de Alcalde Concejala de Servicios Sociales e Igualdad, Comercio, Industria y Agricultura             |
| Patricia Carrasco Flores         | PSOE-A           | Tercera Teniente de Alcalde Concejala de Economía, Salud, Deportes y Cultura                                          |
| Carlos Alberto Marcos Martín     | PSOE-A           | Cuarto Teniente de Alcalde Concejal de RRHH, Turismo, Educación, Comunicación, Nuevas Tecnologías, Juventud y Fiestas |
| José Miguel Gil Teruel           | PSOE-A           | Quinto Teniente de Alcalde Concejal de Gobernación                                                                    |
| Fuente: Ayuntamiento de Santa Fe |                  | |